# 韋塞利諾韋區

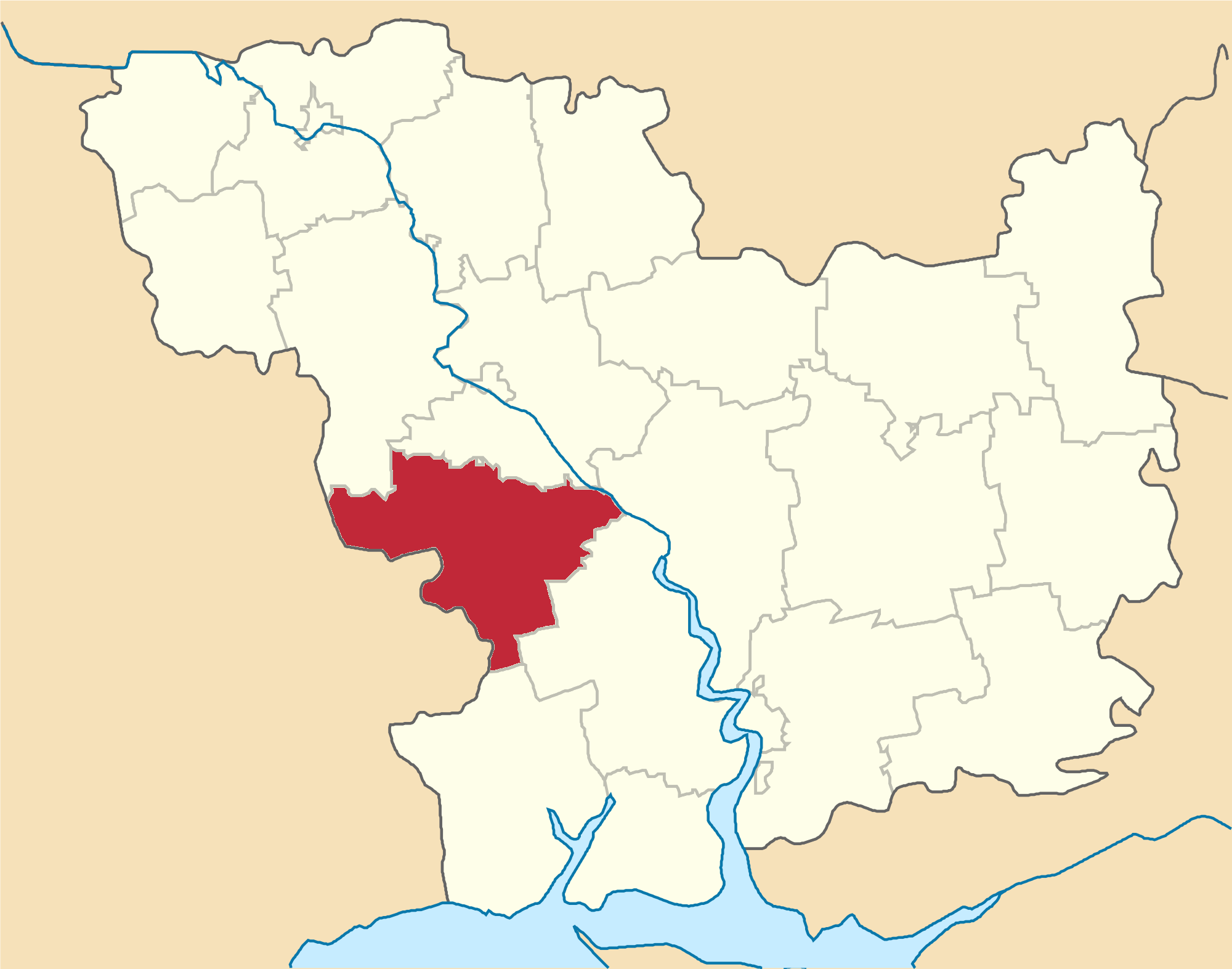
韋塞利諾韋區在尼古拉耶夫州的位置

韋塞利諾韋區（烏克蘭語：Веселинівський район），曾是烏克蘭南部尼古拉耶夫州的一個區，行政中心設於韋塞利諾韋，面積1,200平方公里，2013年人口23,638，人口密度每平方公里19.7人。
该区在2020年乌克兰行政区划改革中撤销，其范围并入沃茲涅先斯克區。